# Enrico James
Enrico James (* 12. April 1985) ist ein südafrikanischer Badmintonspieler. 

## Karriere
Enrico James wurde bei den Mauritius International 2007 Dritter im Herrendoppel mit Willem Viljoen. Bei den Panafrikanischen Spielen 2011 gewann er Silber mit dem Team und Bronze im Mixed. Bei den Badminton-Afrikameisterschaften 2012 erkämpfte er sich Gold mit der Mannschaft und Silber im gemischten Doppel.